# ولایت اچیگو

ولایت اچیگو در سال ۱۹۶۸

ولایت اچیگو (به ژاپنی: 越後国 Echigo no kuni) که گاهی به نام اشّو Esshū (越州) نیز خوانده می‌شود. یکی از نواحی در تقسیم‌بندی کشوری قدیم ژاپن بود. ولایت اچیگو در قسمت مرکزی- شمالی و در جوار دریای ژاپن قرار داشت و امروزه بخشی از استان نیگاتا را تشکیل می‌دهد.

## تاریخچه ولایت اچیگو در زمان کنشین
| تقویم غربی | تقویم ژاپنی                         | سن      | رویداد |
| ---------- | ----------------------------------- | ------- | --- |
| ۱۵۳۰       | سال پنجم دایئی                      | تولد    | در ۲۱ ژانویه در قلعه کاسوگایاما به عنوان کوچک‌ترین پسر شوگو (فرماندار) ولایت اچیگو ناگائو تامه‌کاگه متولد شد. در سال ببر به دنیا آمد و نام کودکی او «توراچیو» بود. مادر او تورا گوزن (虎御前)، از خاندان ناگائو دختر ارباب قلعه سویوشی (شهر ناگائوکا) بود. در آن زمان ولایت اچیگو در بحبوحه جنگ بود و ناگائو تامه‌کاگه با جوجو سادانوری رهبر یک شاخه دیگر از خاندان اوئه‌سوگی می‌جنگید. |
| ۱۵۳۶       | سال پنجم تنبون                      | ۶ ساله  | او وارد معبد معبد رینسن در قلعه کاسوگایاما شد و در آنجا آموزش دقیق ذن و شیوه‌های ادبیات و هنرهای رزمی را نزد استاد مشهور ذن تنشیتو کوایکو آموخت. گفته می‌شود که دانش عمیق و ایمان عمیق او در این زمان پرورش یافت. در ماه اوت، برادر بزرگتر کنشین، ناگائو هاروکاگه، ریاست خاندان را به ارث برد. همچنین پدرش تامه‌کاگه به دلیل بیماری درگذشت. |
| ۱۵۴۳       | (سال دوازدهم تنبون                  | ۱۳ ساله | او پس از بلوغ نام «هیزان کاگه‌تورا» را برگزید. او برای اداره قلمرو خاندان ناگائو به قلعه سانجو (شهر سانجو، نیگاتا) و قلعه توچیو (شهر ناگائوکا) نقل مکان کرد و ارباب قلعه شد. |
| ۱۵۴۴       | (سال سیزدهم تنبون                   | ۱۴ ساله | جنگ سالاران همسایه که کنشین را جوان و ضعیف می‌دانستند، به او حمله کردند. کنشین با همکاری خاندان هونجو، ارباب قلعه توچیو، خاندان یامایوشی، ارباب قلعه سانجو، و خاندان ناگائو، ارباب قلعه سویوشی، موفق شد که دشمن را دفع کند. |
| ۱۵۴۵       | (سال شانزدهم تنبون                  | ۱۵ ساله | در ماه اکتبر، کورودا هیده‌تادا ملازم قدیمی خاندان اوئه‌سوگی، برادر بزرگتر کنشین، ناگائو کاگه‌یاسو را کشت، خود را در قلعه سنگر گرفت و شورش را آغاز کرد. در این سال کورودا هیده‌تادا تسلیم شد، اما سال بعد دوباره شورش کرد و کنشین او را اسیر و خاندان کورودا را نابود کرد. |
| ۱۵۴۸       | (سال هفدهم تنبون                    | ۱۸ ساله | در ماه دسامبر، با وساطت شوگو اوئه‌سوگی سادازانه، او به همراه برادر بزرگترش ناگائو هاروکاگه به بحث پیرامون "قانون پدر و پسر" وارد شد و کنشین ریاست خاندان ناگائو و شوگو/فرماندار اچیگو را به ارث برد و به قلعه کاسوگایاما بازگشت. |
| ۱۵۵۰       | (سال نوزدهم تنبون                   | ۲۰ ساله | در ماه فوریه، اوئه‌سوگی سادازانه از شاخه خاندان اینوگاکه اوئه‌سوگی بدون جانشین درگذشت و در سال ۱۵۵۰ این شاخه از خاندان اوئه‌سوگی منقرض شد. در همین حال، در ماه دسامبر، ناگائو ماساکاگه، یکی از اعضای خانواده، در قلعه ساکادو (موایکاماچی) پناه گرفت و شورش را آغاز کرد. (ناگائو ماساکاگه در اوت سال بعد تسلیم شد) |
| ۱۵۵۲       | (سال بیستم تنبون                    | ۲۲ ساله | در ژانویه، کانتو کانری اوئه‌سوگی نوریماسا (معاون فرماندار منطقه کانتو) توسط هوجو اوجی‌یاسو شکست خورد و با تکیه بر کنشین به اچیگو گریخت. کنشین عمارتی را به منظور حکومت مشروطه ساخت. در آوریل، امپراتور گو-نارا او را به رتبه Jugoinoge (رده پنجم خردسال، درجه پایین)، «دانجو نو سوکه» (弾正の弼 だんじょうのすけ به معنی معاون دانجو دای که یک شغل دولتی بود که وظیفه داشت تا نظم و انضباط همه مقام‌های دولتی به جز وزیران ارشد را پاکسازی کند و تخلفات را افشا کند) منصوب کرد. |
| ۱۵۵۳       | (سال بیست و یکم تنبون               | ۲۳ ساله | در ماه فوریه، برادر بزرگتر کنشین، اوئه‌سوگی سادازانه بر اثر بیماری درگذشت. در ماه ژوئن، به درخواست ژنرال‌های شینانو که قلمرو خود را از دست داده بودند، با ارتش تاکدا شینگن (نبرد اول از نبردهای کاواناکاجیما) مقابله کرد. در ماه سپتامبر، او برای اولین بار به پایتخت کیوتو رفت و با امپراتور گو-نارا و شوگون سیزدهم آشیکاگا یوشیترو دیدار داشت. |
| ۱۵۵۴       | (سال بیست و سوم تنبون               | ۲۴ ساله | کیتاجو تاکاهیرو از قلعه کیتاجو (کاشیوازاکی، نیگاتا) شورش را آغاز می‌کند. (سال بعد سرکوب شد) |
| ۱۵۵۵       | سال بیست و چهارم تنبون/سال اول کوجی | ۲۵ ساله | دومین نبرد از نبردهای کاواناکاجیما شینگن و کنشین نتوانستند به توافق برسند، اما با وساطت ایماگاوا یوشیموتو از ولایت سوروگا، توانستند آشتی کنند. معبد زنکو-جی در قلعه کاسوگایاما ساخته شده است. |
| ۱۵۵۶       | سال دوم کوجی                        | ۲۶ ساله | کنشین با هدف راهب شدن به کوه کویا رفت، اما منصرف شد. اوکوما توموهیده از قلعه میکابوری (جوئتسو، نیگاتا) شورش کرد، بنابراین کنشین به قلعه کاسوگایاما بازگشت تا توموهیده را شکست دهد و اتحاد اچیگو را کامل کند. |
| ۱۵۵۷       | سال سوم کوجی]                       | ۲۷ ساله | او که قادر به مقاومت در برابر تاکدا شینگن بود، که تهاجم به ولایت شینانو را دنبال می‌کرد، راهی جنگ با شینگن (سومین نبرد از نبردهای کاواناکاجیما) شد. |
| ۱۵۵۹       | سال دوم ایروکو                      | ۲۹ ساله | در ماه آوریل، او ۵۰۰۰ نیروی زبده را به کیوتو هدایت کرد. امپراتور اوگیماچی با آشیکاگا یوشیترو پذیرایی می‌کند. |
| ۱۵۶۰       | سال سوم ایروکو                      | ۳۰ ساله | در ماه مارس، او به شینا یاسوتانه و دیگران در قلعه ماتسوکورا (تویاما) کمک کرد و ارباب قلعه ماسویاما، جینبو ناگاموتو را مطیع خود کرد. در ماه اوت، او به نام بازگردان قدرت به کانتو کانری (معاون فرماندار منطقه کانتو)، اوئه‌سوگی نوریماسا به قلعه مائه‌باشی (استان گونما) حمله‌ور شد. از آن زمان، کنشین ۱۴ بار به منطقه کانتو لشکرکشی کرد. |
| ۱۵۶۱       | سال چهارم ایروکو                    | ۳۱ ساله | کنشین با نیروی لجام گسیخته دشت‌های کانتو را زیر پا گذاشت و قلعه‌هایی را در سمت خاندان هوجوی اخیر تصرف کردند. در نهایت، آنها به قلعه اوداوارا، هوجو اوجی‌یاسو حمله کردند، اما نتوانستند آن را تصرف کنند. در مارس سال جاری، او ریاست خاندان یامانوئوچی اوئه‌سوگی را به ارث برد و کانتو کانری (معاون فرماندار منطقه کانتو) شد. نام او به «ماساتورا» و بعدها «تروتورا» تغییر یافت. نبرد شدیدی با خاندان تاکدا در نبرد چهارم کاواناکاجیما درگرفت. گفته می‌شود که جنگ به قدری شدید بود که او خود با تاکدا شینگن جنگید. در این نبرد، برادر کوچکتر شینگن، تاکدا نوبوشیگه و یاماموتو کانسوکه در ارتش تاکدا کشته شدند. |
| ۱۵۶۳       | سال ششم ایروکو                      | ۳۳ ساله | او قلعه کیسای (استان سایتاما) را در فوریه و قلعه اویاما (توچیگی) را در آوریل تصرف کرد. در ماه ژوئن، معلم کنشین، تنشیتو کوایکو از معبد رینسن درگذشت. |
| ۱۵۶۴       | سال هفتم ایروکو                     | ۳۴ ساله | در ژانویه، قلعه اودا (ایباراکی) تسخیر شد. پنجمین نبرد کاواناکاجیما. |
| ۱۵۶۸       | سال یازدهم ایروکو                   | ۳۸ ساله | ایکو-ایکی از ولایت اتچو و شینا یاسوتانه، اچیگو را تهدید کردند، بنابراین کنشین به قلعه ماتسوکورا و قلعه موری‌یاما (هر دو در تویاما) حمله کردند. با این حال، در حالی که او برای نبرد می‌رفت، هونجو شیگه‌ناگا از قلعه موراکامی (موراکامی، نیگاتا) شورش کرد. او به اچیگو بازگشت و آن را سرکوب کرد. |
| ۱۵۶۹       | سال دوازدهم ایروکو                  | ۳۹ ساله | در ماه اوت به ولایت اتچو رفت تا شینا یاسوتانه را به انقیاد درآورد و آن را فتح کرد. |
| ۱۵۷۰       | سال سیزدهم ایروکو / سال اول گنکی    | ۴۰ ساله | در ماه مارس، او با دشمن قدیمی خود هوجو اوجی‌یاسو صلح کرد. سال بعد، او هفتمین پسر اوجی‌یاسو، اوئه‌سوگی کاگه‌تورا را به فرزندخواندگی پذیرفت و پیوند پدر و پسری بین خود و خاندان هوجو ایجاد کرد. در دسامبر، او نام بودایی «کنشین» (به معنی کسی که توانایی تشخیص حقیقت توسط عقل خود را دارد) را برگزید. |
| ۱۵۷۱       | سال دوم گنکی                        | ۴۱ ساله | هوجو اوجی‌یاسو درگذشت. جانشین او، هوجو اوجیماسا، اتحاد با کنشین را کنار گذاشت و با تاکدا شینگن صلح کرد. سال بعد، کنشین در برابر هر دو ارتش قرار گرفت. |
| ۱۵۷۲       | سال سوم گنکی                        | ۴۲ ساله | در ماه اوت وارد ولایت اتچو شد و با فرقه ایکو-ایکی مبارزه کرد. قلعه تویاما را در ماه اکتبر تسخیر کرد. |
| ۱۵۷۳       | سال چهارم گنکی / سال اول تنشو       | ۴۳ ساله | تاکدا شینگن بر اثر بیماری درگذشت. در ماه ژوئیه، شینا یاسوتانه و جینبو ناگاموتو تحت سلطه قرار گرفتند و ولایت اتچو آرام شد. |
| ۱۵۷۴       | سال دوم تنشو                        | ۴۴ ساله | او به منطقه کانتو رفت تا با هوجو اوجیماسا نبرد کند. فتح قلعه کانایاما، قلعه کیسای، قلعه هانیو و غیره. در دسامبر همان سال، او سر خود را تراشید و به «هوئین دایئوشو» (法印大和尚 بالاترین رتبه بین راهبان) منصوب شد. |
| ۱۵۷۶       | سال چهارم تنشو                      | ۴۶ ساله | صلح با هونگانجی کننیو. همچنین به درخواست آشیکاگا یوشی‌آکی با خاندان تاکدا و خاندان هوجوی اخیر صلح کرد و حلقه محاصره نوبوناگا را به وجود آورد. ولایت اتچو را فتح کرده و به نوتو، ایشیکاوا پیشروی کرد. کنشین به قلعه نانائو (استان ایشیکاوا) حمله کرد، اما نتوانست آن را تصرف کند. |
| ۱۵۷۷       | سال پنجم تنشو                       | ۴۷ ساله | دوباره به نوتو، ایشیکاوا حمله کردند. در این زمان، یک بیماری عفونی در قلعه نانائو شیوع یافت و بسیاری از سربازان بر اثر این بیماری جان باختند. یوسا تسوگومیتسو که عمیقاً به کنشین وابسته بود، با کنشین ارتباط برقرار کرد و شورش آغاز کرد و سرانجام نوتو، ایشیکاوا نیز تحت کنترل خاندان اوئه‌سوگی قرار گرفت. |
| ۱۵۷۸       | سال ششم تنشو                        | ۴۸ ساله | درست قبل از اعزام به منطقه کانتو، کنشین بر اثر خونریزی مغزی درگذشت. |